# Айдиев, Арсен Нажмутдинович
Арсен Нажмутдинович Айдиев (15 августа 1980, Карабудахкент, Карабудахкентский район, Дагестанская АССР, РСФСР, СССР) — российский и дагестанский политик. Глава Советского района Махачкалы (2021—н.в.).

## Биография
Арсен Айдиев родился 28 апреля 1982 года в селе Карабудахкент. Работал в МВД. Последним из мест службы в МВД стала должность начальника полиции Кировского района Махачкалы. Является подполковником полиции в отставке и участником боевых действий. 2 апреля 2021 года после ухода в отставку главы администрации Советского района Махачкалы Пахрудина Залибекова был назначен исполняющим обязанности главы района. 27 мая 2021 года был утвержден в должности главы администрации Советского района Махачкалы.

## Трудовая деятельность
- 2001-2002 — Инспектор ИК-2 УИН МЮ РФ по РД;
- 2002-2006 — Служба в ОВД по Буйнакскому району;
- 2006-2008 — Служба в ОВД по Карабудахкентскому району;
- 2008-2012 — Начальник полиции ОМВД РФ по Буйнакскому району;
- 2012-2015 — Начальник полиции ОМВД РФ по городу Буйнакск;
- 2015-2017 — Начальник отдела полиции по Кировскому району Махачкалы;
- 2017-2018 — Заместитель Главы МО «Хасавюртовский район»;
- 2020-март 2021 — Начальник общего отдела «Дирекция единого заказчика-застройщика»;
- апрель-май 2021 — Заместитель Главы администрации внутригородского района «Советский район» города Махачкалы;
- май 2021 - н.в. — Глава администрации внутригородского района «Советский район» города Махачкалы.